# IV SS Pantserkorps
Het IV SS Pantserkorps (Duits: Generalkommando IV. SS Panzerkorps) was een Duits legerkorps van de Waffen-SS tijdens de Tweede Wereldoorlog. Het korps kwam in actie rond Warschau, Boedapest en in Oostenrijk. 

## Krijgsgeschiedenis

### Oprichting

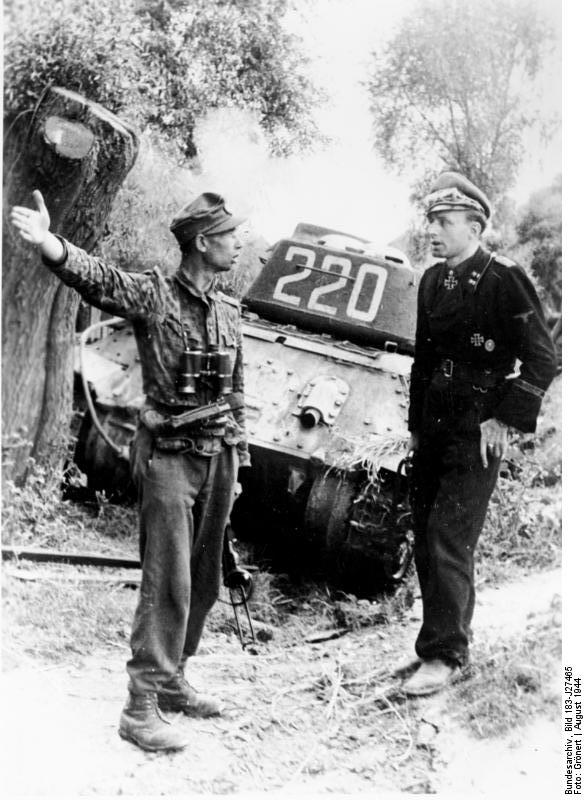
Door SS-troepen vernietigde T-34 in augustus 1944

Het korps werd oorspronkelijk opgericht op 5 augustus 1943 (na bevel op 1 juni 1943) in het Franse Poitiers. De oprichting liep wegens personeelsgebrek niet voorspoedig en werd weer afgebroken. Staf en korpstroepen gingen over naar het zich in oprichting bevindende VI SS Korps.
De tweede en definitieve poging was op 30 juni 1944. Door omdoping van staf plus korpstroepen van het VII SS Pantserkorps ontstond nu het nieuwe IV SS Pantserkorps. In tegenstelling tot de andere SS Pantserkorpsen werd voor dit korps geen schwere SS-Panzer-Abteilung opgericht (hoewel schwere SS-Panzer-Abteilung 104 wel gepland was). Het korps was voorzien om de leiding op te nemen over de 10. SS-Panzer-Division Frundsberg en 17. SS-Panzergrenadier-Division Götz von Berlichingen, die in Normandië aan het invasiefront vochten.

### Inzet
Echter, met bevel van 19 juli werd het korps dan op transport gesteld naar het Oostfront, naar Heeresgruppe Mitte bij Warschau. Aangezien het korps onvolledig opgericht was, werd dit pas 30 juli 1944 effectief bij Warschau. In dit gebied voerde het korps enkele geslaagde tegenaanvallen uit en bracht daarmee de Sovjet-opmars in dit gebied tot staan. Het gebied bleef in actie rond Warschau tot eind december 1944. Op 24 december kreeg het korps bevel om onmiddellijk met zijn twee divisies (3. SS-Panzer-Division Totenkopf en 5. SS-Panzer-Division Wiking op transport te gaan naar Hongarije, met als doel een ontzettingspoging op te zetten voor het belegerde Boedapest. Op 1 januari 1945 ging het korps in de aanval richting Boedapest, in Operatie Konrad I. Dit lukte deels en vervolgens werden in Konrad II en III (tot 27 januari 1945) nog enkele mislukte pogingen gewaagd. Het korps had de Sovjets zware verliezen toegebracht en was ver gekomen, maar moest uiteindelijk terugtrekken naar de uitgangsposities. Vervolgens nam het korps vanaf 6 maart 1945 deel aan Operatie Frühlingserwachen, met onder bevel de 5. SS-Panzer-Division Wiking, 9. SS-Panzer-Division Hohenstaufen, 356e Infanteriedivisie en de resten van de 2e Hongaarse Pantserdivisie. Na 10 dagen was de opmars tot staan gebracht en de Sovjets sloegen terug met hun Weens Offensief. Het korps werd door het offensief omsingeld en kon alleen uitbreken door een inzet van 9. SS-Panzer-Division Hohenstaufen. Daarna volgde een terugtocht naar en door Oostenrijk, via Graz eindigend bij Radstadt.
Het IV SS Pantserkorps capituleerde op 9 mei 1945 bij Radstadt aan Amerikaanse troepen.

## Bovenliggende bevelslagen
| Leger    | Legergroep           | Plaats/regio          | Begin               | Eind                |
| -------- | -------------------- | --------------------- | ------------------- | ------------------- |
| 2. Armee | Heeresgruppe Mitte   | Warschau              | begin augustus 1944 | begin augustus 1944 |
| 9. Armee | Heeresgruppe Mitte   | Warschau              | begin augustus 1944 | eind december 1944  |
| 6. Armee | Heeresgruppe Süd     | Hongarije, Oostenrijk | 31 december 1944    | 30 april 1945       |
| 6. Armee | Heeresgruppe Ostmark | Oostenrijk            | 30 april 1945       | 9 mei 1945          |

## Commandanten

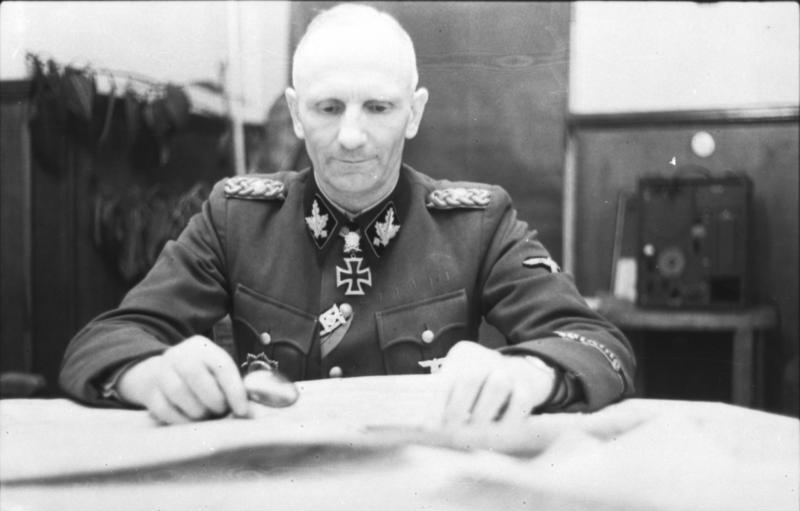
SS-Gruppenführer Herbert Otto Gille

| Rang                                                       | Naam                      | Begin           | Eind             | Opmerking                                                                 |
| ---------------------------------------------------------- | ------------------------- | --------------- | ---------------- | ------------------------------------------------------------------------- |
| SS-Obergruppenführer en General in de politie en Waffen-SS | Alfred Wünnenberg         | 11 juni 1943    | 31 augustus 1943 |                                                                           |
| SS-Gruppenführer en Generalleutnant in de Waffen-SS        | Walter Krüger             | 16 oktober 1943 | 30 juni 1944     | Vanaf 12 juni 1944 als SS-Obergruppenführer en General in de Waffen-SS    |
| SS-Gruppenführer en Generalleutnant in de Waffen-SS        | Matthias Kleinheisterkamp | 1 juli 1944     | 20 juli 1944     | Volgens Miller opgevolgd door Nikolaus Heilmann                           |
| SS-Gruppenführer en Generalleutnant in de Waffen-SS        | Herbert Otto Gille        | 20 juli 1944    | 8 mei 1945       | Vanaf 9 november 1944 als SS-Obergruppenführer en General in de Waffen-SS |

## Stafchefs van het IV SS-Pantserkorps
| Rang                                              | Naam                | Begin            | Eind            |
| ------------------------------------------------- | ------------------- | ---------------- | --------------- |
| SS-Obersturmbannführer der Reserve (W-SS)         | Nikolaus Heilmann   | 5 augustus 1943  | 19 oktober 1943 |
| SS-Oberführer en Oberst der Schutzpolizei         | Nikolaus Heilmann   | 12 december 1944 | 30 januari 1945 |
| Oberst i. G. en SS-Standartenführer der Waffen-SS | Peter Sommer        | 27 juni 1944     |                 |
| SS-Obersturmbannführer                            | Manfred Schönfelder | 1 augustus 1944  | 8 mei 1945      |